# Wilfredomys oenax
Wilfredomys oenax és una espècie de mamífer rosegador de la família dels cricètids. Viu des del sud del Brasil fins al nord i centre de l'Uruguai. El seu hàbitat natural són els boscos de plana. Està amenaçat per la desforestació del seu medi relacionada amb la tala d'arbres per a la indústria tabaquera i la seva substitució per monocultius d'espècies exòtiques (acàcies, eucaliptus o pins).